# Нор-Азнаберд
Нор-Азнаберд (арм. Նոր Ազնաբերդ) — село в марзе Вайоц-Дзор в центральной части Армении. В 2001 году в селе проживали 182 человека. Расположено в 26 км к юго-востоку от города Ехегнадзор, в 13 км на юго-запад от села Заритап. 
В январе 1935 года село Иткран было переименовано в Гюлстан (Гюлистан). После межэтнических столкновений в 1988 году азербайджанское население покинуло село и сюда переселились армяне из села Азнабюрд Нахичеванской республики. В 1991 году село было переименовано в "Нор-Азнаберд" ("нор" в переводе с армянского языка - "новый").